# シュニク地方
シュニク地方（Սյունիքի մարզ）は、アルメニア南部の地方。中心都市はカパン。
西はアゼルバイジャンの飛地であるナヒチェヴァン自治共和国と、東はナゴルノ・カラバフ、南はイランと隣り合う。国内では北にヴァヨツ・ゾル地方と隣り合う。
面積は4,505km2。人口は152,900人（2010年、2001年152,684人 ）
面積ではアルメニアの国土の15%を占めるが、人口は国全体の4.8%に過ぎない。

## 地理
ザンゲズル山脈の斜面に位置する。最高点はカプトジュフ山頂で3,904m。最低点はアラクス河畔の380m。
アラクス川がイランとの国境となっている。その支流のヴォグジ川やヴォロタン川が流れる。

## 都市
行政の中心カパン（アルメニア語: Կապան）のほかに、ゴリス（アルメニア語: Գորիս）、シシアン（アルメニア語: Սիսիան）、メグリ（アルメニア語: Մեղրի）、カジャラン（アルメニア語: Քաջարան）、アガラク（アルメニア語: Ագարակ）、ダスタケルト（アルメニア語: Դաստակերտ）などの都市がある。

## 下位行政区分
8つのコミュニティ（地区）がある。
1. ゴライク地区
2. ゴリス地区
3. カパン地区
4. メグリ地区
5. シシアン地区
6. タテヴ地区
7. テグ地区
8. カジャラン地区